# Bedellia somnulentella
Bedellia somnulentella (tên tiếng Anh: Sweet Potato Leaf Miner) là một loài bướm đêm thuộc họ Bedelliidae. Nó phân bố hầu như khắp thế giới và được ghi nhận ở Nga, Ukraina, Gruzia, miền nam Kazakhstan, Kirgizia, Uzbekistan, nearly khắp châu Âu, Trung Đông, Châu Phi, Ấn Độ, Nhật Bản, Bắc Mỹ, Úc, New Zealand và Oceania.
Sải cánh dài 8–10 mm.
Ấu trùng ăn Calystegia pubescens, Calystegia sepium, Convolvulus althaeoides, Convolvulus arvensis, Convolvulus siculus, Convolvulus tricolour, Ipomoea batatas và Ipomoea purpurea. Chúng ăn lá nơi chúng làm tổ.

## Hình ảnh

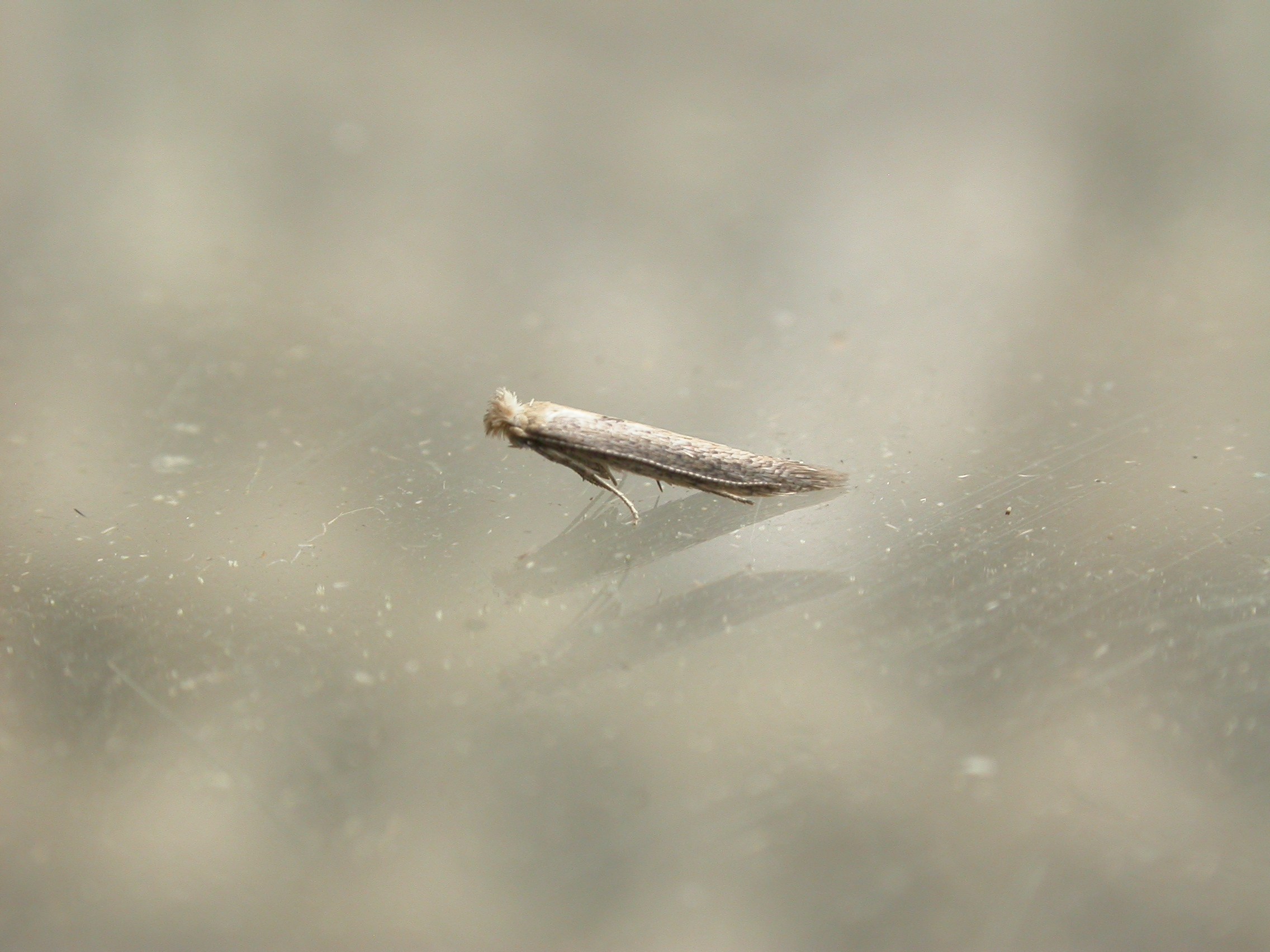
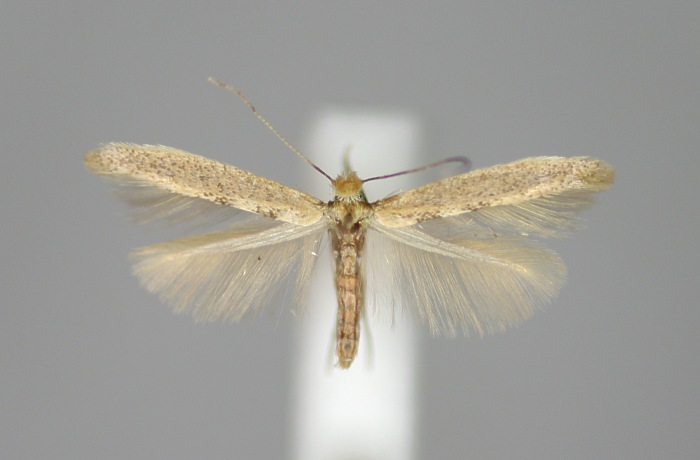
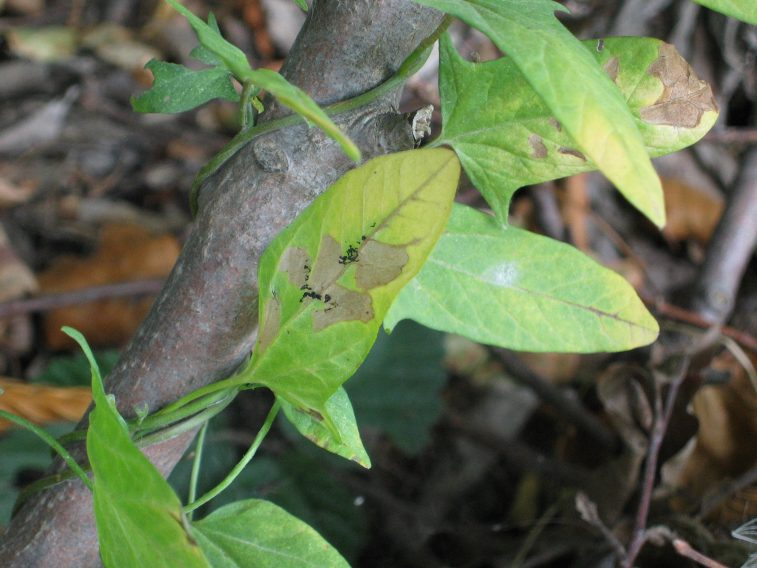